# Scatonomus insignis
Scatonomus insignis là một loài bọ cánh cứng trong họ Bọ hung (Scarabaeidae).